# Зайцев, Анатолий Александрович
Анато́лий Алекса́ндрович За́йцев (6 февраля 1940 — 13 февраля 2022) — российский партийный и государственный деятель. Министр путей сообщения Российской Федерации в 1996—1997 годах. Профессор, доктор экономических наук. Автор идеи внедрения магнитолевитационных технологий на железных дорогах России.

## Биография
Родился 6 февраля 1940 года в деревне Калинино Ленинградской области в семье крестьян.
В 1958 году закончил Лодейнопольский техникум железнодорожного транспорта, в 1965 году — Ленинградский институт инженеров железнодорожного транспорта. Специальность: инженер путей сообщения — электромеханик.
Окончил Ленинградскую высшую партийную школу.
Трудовую биографию начал кочегаром в депо на станции Кандалакша. Работал помощником машиниста тепловоза, бригадиром и мастером коллективов по ремонту локомотивов, начальником отдела, заместителем начальника депо, начальником депо.
С 1975 года занимал должность второго, затем первого секретаря Кандалакшского горкома КПСС.
В 1984—1986 годах — начальник Мурманского отделения Октябрьской железной дороги.
В 1986—1987 годах — заместитель начальника Октябрьской железной дороги.
В 1987—1996 годах — занимал пост начальника Октябрьской железной дороги.
С 14 августа 1996 по 14 апреля 1997 года — министр путей сообщения Российской Федерации.
После отставки с поста министра был вновь назначен начальником Октябрьской железной дороги.
В 2003—2011 годах — депутат Законодательного Собрания, председатель постоянной комиссии по бюджету и налогам ЗС Ленинградской области.
В последние годы занимал должность руководителя Научно-образовательного центра инновационного развития пассажирских железнодорожных перевозок (НОЦ ПП ПГУПС).
Также занимался научно-педагогической деятельностью. Являлся профессором кафедры «Экономика транспорта», а также кафедры «Электрическая тяга» Петербургского государственного университета путей сообщения Императора Александра I.
Ушел из жизни 13 февраля 2022 года. Похоронен на Комаровском кладбище Санкт-Петербурга.
Ректорат СПГУПСа инициировал рассмотрение вопроса о присвоении имени А. А. Зайцева созданному им НОЦ ПП ПГУПС.
Сын, дочь, четыре внучки.

## Научные труды
- Зайцев А. А., Ефанов А. Н., Третьяк В. П. и др. По рыночной колее. — Саратов: Изд-во Сарат. ун-та, 1991. — 160 с.
- Зайцев А. А., Ефанов А. Н., Третьяк В. П. Дорога в рынок: Железнодорожный транспорт в условиях формирования рыночных отношений — М.: ЦНТБ МПС РФ, 1994. — 236 с.
- Зайцев А. А. Экономическая стратегия управления железными дорогами — СПб.: СПГУПС, 1995. — 126 с.
- Зайцев А. А., Ефанов А. Н., Третьяк В. П. Вехи перемен в развитии железнодорожного транспорта: В 2 т. — М.: Парус, 1998.

## Почетные и ученые звания
- Академик и член президиума Международной академии транспорта